# Bielsk
Bielsk è un comune rurale polacco del distretto di Płock, nel voivodato della Masovia.
Ricopre una superficie di 125,53 km² e nel 2004 contava 8 920 abitanti. Vi nacque il circense Stephan Bibrowski.